# Henry Seebohm

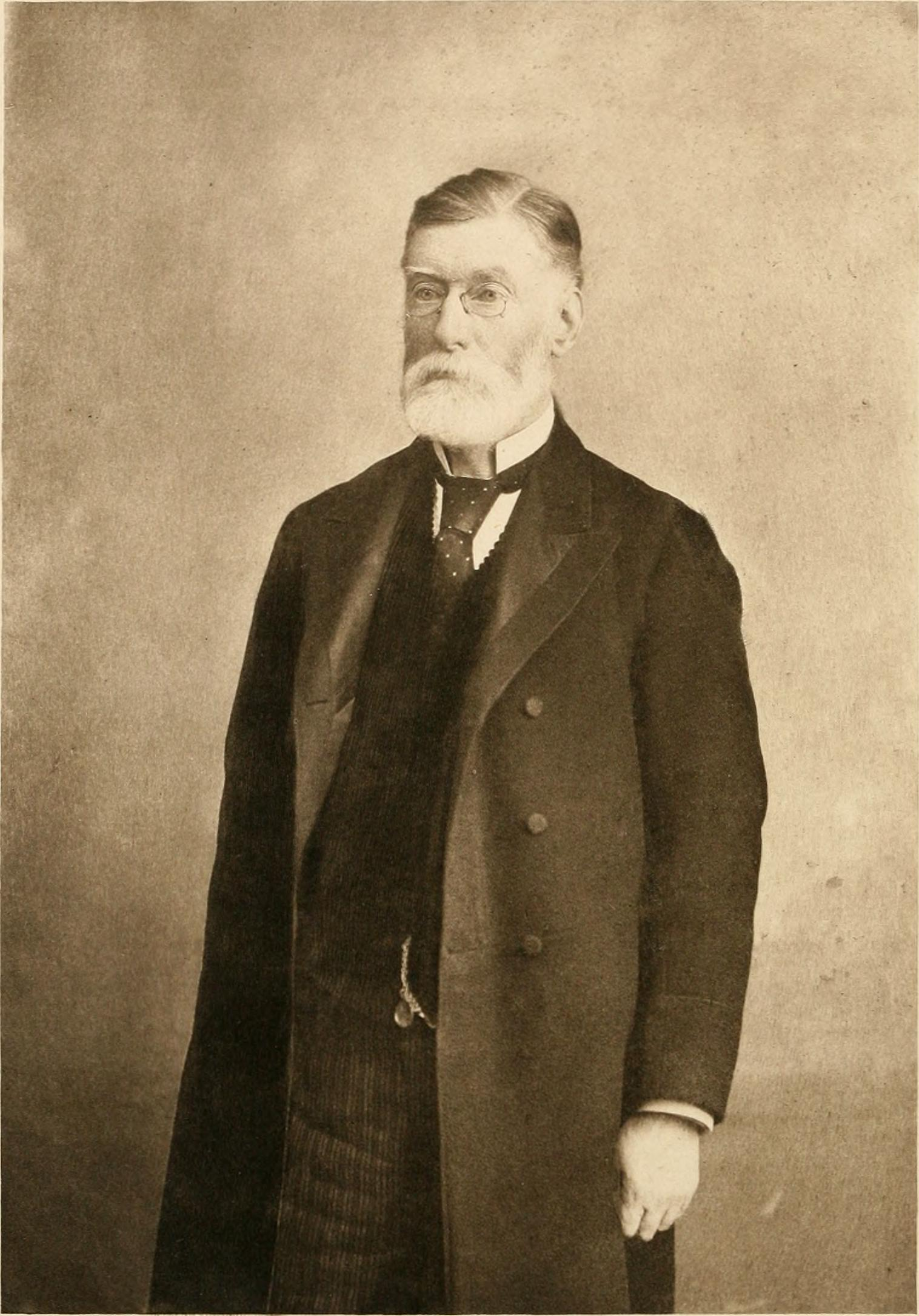
Henry Seebohm

Henry Seebohm (* 12. Juli 1832 in Bradford, Yorkshire; † 26. November 1895 in London) war ein englischer Stahlfabrikant sowie Amateur-Ornithologe, Oologe und Forschungsreisender.

## Leben
Henry Seebohms Eltern waren die Engländerin Ester Wheeler aus Hitchin und der deutschstämmige Quäker Benjamin Seebohm aus Bad Pyrmont. Er hatte drei Geschwister: Julia, Benjamin und Frederic. Seebohm interessierte sich seit frühester Jugend für die Naturgeschichte und betrieb vogelkundliche Studien, insbesondere von Eiern.
Seine berufliche Karriere begann er zunächst als Kassierer bei Seebohm and Dieckstahl Ltd, einem Stahlunternehmen in Sheffield. Später wurde er Fabrikant. Nach seiner Hochzeit mit Maria Healey im Jahre 1859 unternahm er ausgedehnte Expeditionen nach Griechenland, Türkei, Skandinavien, Japan sowie in die sibirische Tundra und an den Jenissei. Über seine Reisen nach Sibirien erschienen 1880 und 1882 die Werke Sibiria in Europe und Sibiria in Asia. 1901 kam posthum ein drittes Werk mit dem Titel The Birds of Siberia heraus.
Weitere Werke von Henry Seebohm waren: A History of British Birds (1883), The Geographical Distribution of the family Charadriidae (1887), The Birds of the Japanese Empire (1890) und A Monograph of the Turdidae (1898).
Seebohm war der erste europäische Ornithologe, der das amerikanische System der trinominalen Nomenklatur für die Klassifizierung von Unterarten verwendete. Ostasiatische Vogelarten wie der Riesen-Fischuhu, der Okinawa-Specht und die Taiwanmeise wurden von ihm erstmals wissenschaftlich beschrieben.

## Dedikationsnamen
Nach Henry Seebohm sind unter anderen der Madagaskar-Grassänger (Amphilais seebohmi), die Rotscheitel-Buschammer (Atlapetes seebohmi), der Luzonseidensänger (Horornis seebohmi), der Atlassteinschmätzer (Oenanthe seebohmi) sowie die Zikadenart Formotosena seebohmi benannt.

## Schriften (Auswahl)
- Seebohm, Henry: The Birds of Siberia: To the Petchora Valley. Alan Sutton Publishing, 1901 (Nachdruck 1985), ISBN 0-86299-259-1.
- Seebohm, Henry: The Birds of Siberia: The Yenesei. Alan Sutton Publishing, 1901 (Nachdruck 1985), ISBN 0-86299-260-5.